# Евел (река)
Евел (фр. Ével) је река у Француској. Дуга је 56 km. Улива се у Блаве. 